# 빅토르 마레이넌
빅토르 헤라르트 마리 마레이넌(Victor Gerard Marie Marijnen, 1917년 2월 21일~1975년 4월 5일)은 네덜란드의 정치인이다. 가톨릭인민당 소속으로 1963년부터 1965년까지 총리를 지냈다.

## 생애
1917년 2월 21일 아른험에서 태어났다. 네이메헌 랏바우트 대학교에서 법학을 전공한 후 1941년 졸업한 다음에 농업자연식품부에서 근무하였다. 1958년 가톨릭고용주동맹 사무총장에 취임했다. 1959년 얀 더 크바이 주도의 정부가 조각되자 농업수산장관으로 취임하였다. 1963년 총선을 앞두고 크바이가 총리직에 재도전하지 않기로 밝히면서 선거가 끝난 후 1963년 7월 24일 총리로 옹립되었다. 1965년 4월 14일 총리직에서 물러났다. 1975년 4월 5일 헤이그에서 심근 경색으로 죽었다.